# Savignac-de-Nontron
Savignac-de-Nontron är en kommun i departementet Dordogne i regionen Nouvelle-Aquitaine i sydvästra Frankrike. Kommunen ligger i kantonen Nontron som tillhör arrondissementet Nontron. År 2022 hade Savignac-de-Nontron 205 invånare.

## Befolkningsutveckling
Antalet invånare i kommunen Savignac-de-Nontron
Referens:INSEE